# Danh sách chương truyện Đội quân Doraemon đặc biệt

Bìa tập 1 truyện Đội quân Doraemon đặc biệt

The Doraemons Special (ザ☆ドラえもんズスペシャル Za Doraemonzu Supesharu), xuất bản tại Việt Nam với tên Đội quân Doraemon đặc biệt bởi Nhà xuất bản Kim Đồng, là series truyện tranh do Miyazaki Masaru sáng tác và Mitani Yukihiro minh hoạ, dựa trên Đội quân Doraemon của Tanaka Michiaki và nguyên tác Doraemon của họa sĩ Fujiko F. Fujio. Các mẩu truyện được đăng trên tạp chí Shogakukan Gonensei của Shogakukan từ năm 1996 đến năm 2002 gồm 12 tập nhắm đến lứa tuổi thiếu nhi.

## Danh sách tập
| - 1. Cô bé đến từ thế giới oan hồn - 2. Đụng độ quỷ siêu tốc - 3. Trong bụng rồng thần - 4. Vua quỷ trăm mắt - 5. Trận đấu quyết định - 6. Dora Vương thượng đài - 7.Trận tái đấu - 8. Cứu lấy Sachi - 9. Bức trang bị đánh cắp - 10. Nàng tiên cá |

| - 1. Truy tìm kẻ thay đổi lịch sử - 2. Chạy trốn bọn người mắt đỏ - 3. Con mắt ma thuật - 4. Lời nguyền bí ẩn - 5. Đấu trí với nhà tiên tri - 6. Người hùng Nobita - 7. Trận đấu quyết định - 8. Hóa giải cơn ác mộng - 9. Phép lạ bất ngờ - 10. Lời nguyện ước cuối cùng |

| - 1. Lạc về thời chiến quốc - 2. Trận tập kích lịch sử - 3. Ninja Dora Rinho - 4. Trận đấu trên núi Thiên Hoàng - 5. Cảm hóa ác ma - 6. Người mặt sát - 7. Lời nguyền của chiếc mặt nạ - 8. Bóng ma trong trường tiểu học - 9. 12 con ngựa trắng - 10. Món quà quý nhất - 11. Giải cứu chị Hàng - 12. Ích lợi của Internet |

| - 1. Hòn đảo huyền bí - 2. Khủng long xuất hiện - 3. Sự thật về Uno - 4. Mưu đồ đen tối - 5. Kết thúc có hậu - 6. Món đồ chơi phản chủ - 7. Người bạn thời thơ ấu - 8. Lời hứa của linh hồn nhỏ - 9. Tay súng viễn tây - 10. Thiên đàng trong chiếc bình cổ - 11. "Ông già Noel" Dora Med III - 12. Tay đua kiệt xuất |

| - 1. Taibino Reo - Ký ức bị đánh cắp - Bức tranh hoa tulip - Câu đố "Vàng nằm giữa cây và đất" - Thử thách cuối cùng - 2. Đôi mắt đỏ của rồng thần - 3. Nobita là thiên tài bóng đá - 4. Bảo bối gây tai hoạ - 5. Xác ướp di động - 6. Lời hứa của Kid và Dorami - 7. Đánh đuổi hung thần bóng tối - 8. Đội quân Dora và góc 4 ô |

| - 1. Bóng ma dưới gốc cây anh đào - 2. Người hùng Atoni - 3. Báu vật của vương gia - 4. Bí mật dưới hầm mộ - 5. Tham vọng bá quyền - 6. Đánh thức nữ hoàng - 7. Trận đấu cuối cùng - 8. Dorami giả mạo - 9. Nước mắt con gái - 10. Dora Rinho đáng yêu - 11. Trí thông minh của Nobita - 12. Kì nghỉ hè thú vị |

| - 1. Cuộc cạnh tranh không lành mạnh - 2. Con tàu huyền thoại - Con tàu ma - Ánh mắt ma qủy - Ác ma đến từ không-thời gian - Vượt thời gian - 3. Hãy trở nên vô tâm - 4. Dũng sĩ diệt rồng - 5. Giấc mơ màu trắng - 6. "Siêu rùa" Dora the Kid - 7. Truy tìm thiên thạch lạ - 8. Cuộc đuổi bắt cầu vồng - 9. Đội quân Dora và góc 4 ô |

| - 1. Cây hoa ăn thịt người - 2. Vương quốc ảo ảnh - Hào quang - Vật tế thần - Chân tướng của thần linh - Sự quyết đoán của Dora Med - Bên kia ảo ảnh - 3. Truyền thuyết quỷ đỏ - 4. Tín hiệu cầu cứu từ hành tinh - 5. Kì thi lên lớp gian nan - 6. Chiếc mặt nạ quỷ ám - 7. Quan tòa Nobita - 8. Đội quân Dora và góc 4 ô |

| - 1. Một chuyện hiểu lầm - 2. Một ngôi sao lạ - 3. Quái vật Medusa - 4. Chiến công chàng Perseus - 5. Thế giới câu đố - 6. Bọn tội phạm xuyên thời gian - 7. Giải cứu Ani - 8. Kẻ mạnh nhất - 9. Ngọn núi có ma - 10. Buổi biểu diễn đáng nhớ - 11. Thú nuôi nổi loạn - 12. Bàn thắng vàng |

| - 1. Hành tinh côn trùng - 2. Sát nhân mặt nước - 3. Rừng hoa ăn thịt người - 4. Trận quyết chiến - 5. Chú nhóc chuột - 6. Truyền thuyết tiên nữ giáng trần - 7. Cuộc thi cưỡi lạc đà - 8. Kẻ trộm vô hình - 9. Tầm sư học đạo - 10. Trò chơi đánh đố - 11. Kho báu rồng - 12. "Bật mí" bí mật |

| - 1. Tên tội phạm thời gian - 2. Món quà của bố - 3. Giải mã câu đố về pin cổ đại - 4. Chú tiểu thông minh - 5. Bông sen cổ đại 2500 tuổi - 6. Người bạn cũ - 7. Nguồn nước quý giá - 8. Cứu sống voi Ma Mút - 9. Cuộc chiến vĩ nhân loại - 10. Thiên nhiên diệu kì - 11. Đội quân Dora và góc 4 ô |

| - 1. Trò chơi cờ vua - 2. Tôi là mèo - 3. Pho tượng thần - 4. Kho tàng dưới đáy biển - 5. Gặp người ngoài Trất Đất - 6. Trái Đất bị đe dọa - 7. Sáng kiến của Dora the Kid - 8. Vạch mặt lão trưởng thôn - 9. Dora Mata mê ngủ - 10. Dora Vương đấu võ đài - 11. Dora Med bị ốm - 12. Dora Rinho lâm nguy - 13. Sức mạnh của tình bạn - 14. Nobita gặp may? |